# Municipio de Dinsmore
El municipio de Dinsmore (en inglés: Dinsmore Township) es un municipio ubicado en el condado de Shelby en el estado estadounidense de Ohio. En el año 2010 tenía una población de 3477 habitantes y una densidad poblacional de 36,97 personas por km².

## Geografía
El municipio de Dinsmore se encuentra ubicado en las coordenadas 40°26′8″N 84°9′29″O / 40.43556, -84.15806. Según la Oficina del Censo de los Estados Unidos, el municipio tiene una superficie total de 94.04 km², de la cual 93.82 km² corresponden a tierra firme y (0.23%) 0.22 km² es agua.

## Demografía
Según el censo de 2010, había 3477 personas residiendo en el municipio de Dinsmore. La densidad de población era de 36,97 hab./km². De los 3477 habitantes, el municipio de Dinsmore estaba compuesto por el 98.07% blancos, el 0.4% eran afroamericanos, el 0.09% eran amerindios, el 0.35% eran asiáticos, el 0.03% eran isleños del Pacífico, el 0.03% eran de otras razas y el 1.04% pertenecían a dos o más razas. Del total de la población el 0.78% eran hispanos o latinos de cualquier raza.